# Pustina (Měřín)
Pustina (německy Pustina) je malá vesnice, část městyse Měřín v okrese Žďár nad Sázavou. Nachází se asi 1,5 km na jihovýchod od Měřína. V roce 2009 zde bylo evidováno 45 adres. V roce 2001 zde trvale žilo 135 obyvatel.
Pustina leží v katastrálním území Pustina u Měřína o rozloze 2,7 km2.

## Další fotografie

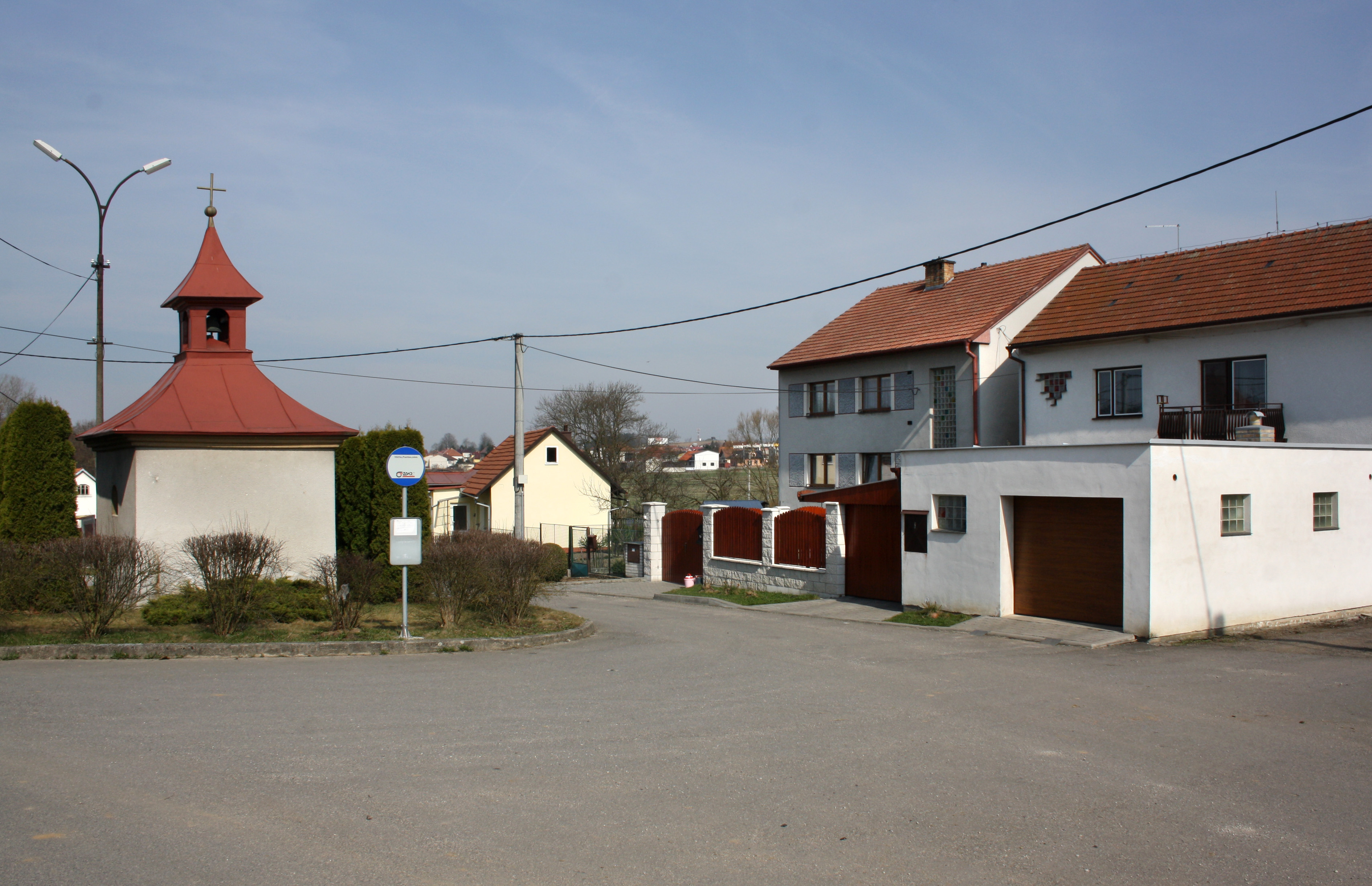
Náves s kapličkou
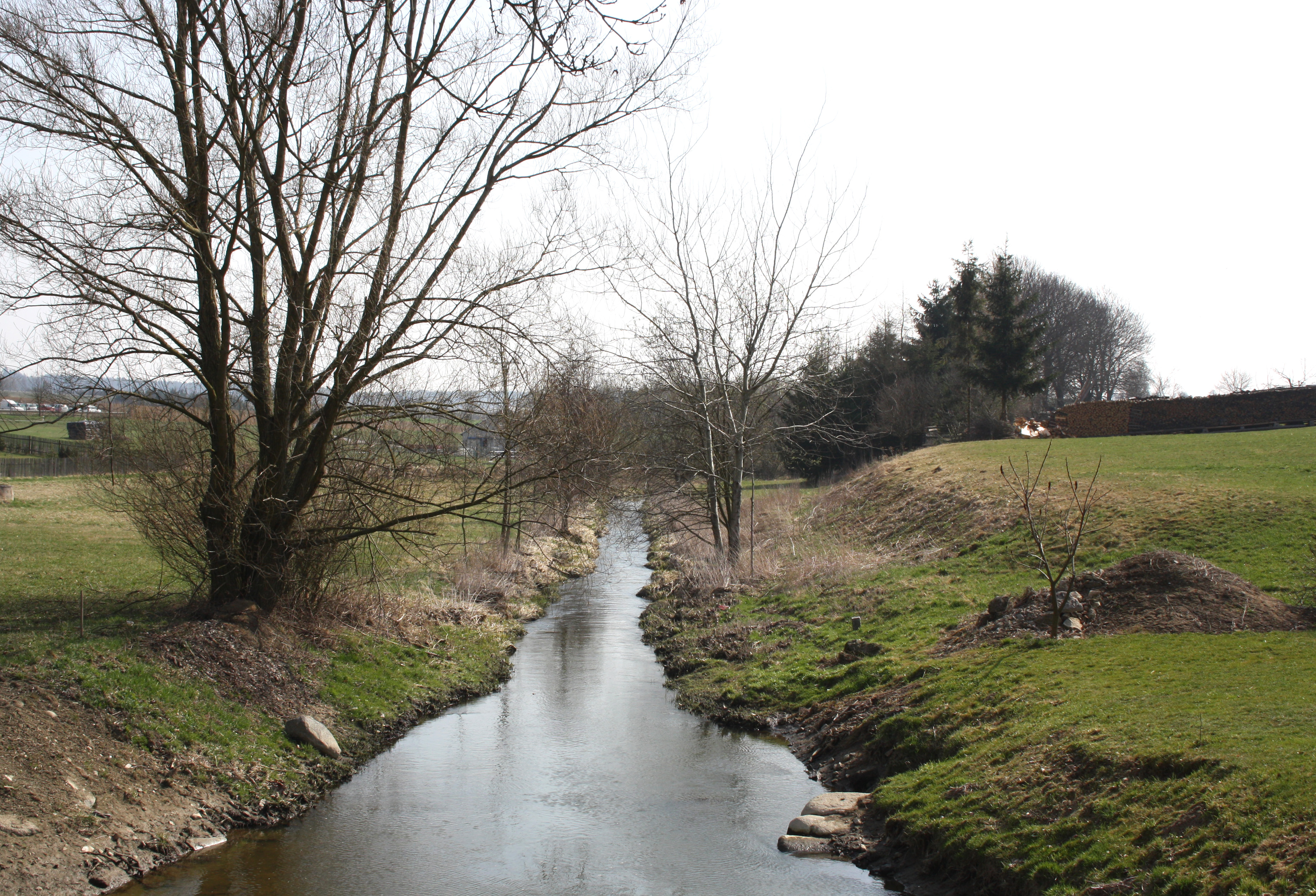
Říčka Balinka v dolní části vesnice